# Martin Mosebach
Martin Mosebach (* 31. července 1951, Frankfurt nad Mohanem) je německý spisovatel a katolicky smýšlející intelektuál. V roce 2002 se stal laureátem Kleistovy ceny a o pět let později Ceny Georga Büchnera.

## Život a dílo
Narodil se ve Frankfurtu nad Mohanem v rodině lékaře, na dráhu lékaře se po otci avšak nevydal, jeho mladší bratr ale již ano. Po maturitě na humanistickém gymnáziu vystudoval práva na univerzitě v Bonnu.
Spisovatelem je již od roku 1980. Svůj první román Das Bett vydal pak o tři roky později.

### Přehled děl v originále (výběr)
- Mogador.[6] Reinbek: Rowohlt Verlag, 2016. 368 S.
- Das Leben ist kurz: Zwölf Bagatellen. Reinbek: Rowohlt Verlag, 2016. 160 S.